# الخطوط الجوية البريطانية لما وراء البحار الرحلة 712
الخطوط الجوية البريطانية لما وراء البحار الرحلة 712 طائرة بوينغ 707-465 كانت تحمل علي متنها 116 راكبا و11 من أفراد الطاقم من لندن إلي سيدني عبر زيورخ وسنغافورة في 8 أبريل 1968 بقيادة الكابتن تشارلز ويلسون راتكليف «كليف» تايلور البالغ من العمر 47 عاما والمساعد أول فرانسيس برندان كيركلاند البالغ من العمر 32 عاما والمساعد أول بالإنابة جون تشستر هاتشينسون البالغ من العمر 30 عاما ومهندس الرحلة توماس تشارلز هيكس البالغ من العمر 35 عاما وكابتن التحقق جيوفري سيدني «جيوف» موس البالغ من العمر 50 عاما وبعد الإقلاع تعطل المحرك رقم 2 وأحترق وأغلق الطاقم عن طريق الخطأ صمام إيقاف الوقود مما أدي إلي زيادة الحريق في المحرك وإنفصل المحرك عن الطائرة ولكن الحريق بدأ يحرق الجناح الأيسر وأخذ شهاد عيان صورة للطائرة عندما إنفصل المحرك عن الطائرة والحريق بدأ يحرق الجناح الأيسر فوق قرية ثوربي الإنجليزية وقام الطاقم بهبوط اضطراري ناجح في مطار لندن هيثرو بمساعدة مراقب الحركة الجوية في مطار لندن هيثرو جون مايكل دايفيس البالغ من العمر 29 عاما (ولد في 16 مارس 1939 ,لندن) ذات خبرة لمراقبة الحركة الجوية لمدة 7 سنوات فقط ولكن الحريق ألتهم الطائرة وقتل 4 ركاب ومضيفة واحدة ونجا 122 شخصا وجرح 38 شخصا فقط.

## سبب الحادثة
سبب الحادثة كان انفصال المحرك رقم 2 بسبب إجهاد المعدن في عجلة الضاغط المنخفض رقم 5 في المحرك رقم 2 مما إدي إلي فشل عجلة الضاغط المنخفض رقم 5 في المحرك رقم 2 وإغلاق صمام إيقاف الوقود مما إدي إلي فقدان السيطرة علي المحرك رقم 2.

## الركاب والطاقم

### طاقم قمرة القيادة
- الكابتن تشارلز ويلسون راتكليف «كليف» تايلور البالغ من العمر 47 عاما (15 مارس 1921 ,أوكلاند - 14 يناير 2006 ,لندن) ذات خبرة طيران مع سلاح الجو الملكي لمدة 5 سنوات وطيارا للشركة لمدة 23 عاما وكان طيار قاذفة قنابل في الحرب العالمية الثانية.
- المساعد أول فرانسيس برندان كيركلاند البالغ من العمر 32 عاما (ولد في 14 مايو 1935 ,لندن) ذات خبرة طيران للشركة لمدة 12 عاما.
- المساعد أول بالإنابة جون تشستر هاتشينسون البالغ من العمر 30 عاما (ولد في 3 أبريل 1938 ,لندن) ذات خبرة طيران للشركة لمدة 9 سنوات.
- مهندس الرحلة توماس تشارلز هيكس البالغ من العمر 35 عاما (ولد في 21 سبتمبر 1932 ,لندن) ذات خبرة طيران للشركة لمدة 15 عاما.
- كابتن التحقق جيوفري سيدني «جيوف» موس البالغ من العمر 50 عاما (20 أغسطس 1917 ,لندن - 29 يناير 2018 ,بورنموث) ذات خبرة طيران للشركة مع سلاح الجو الملكي لمدة 6 سنوات وطيارا للشركة لمدة 23 عاما وكان طيار مقاتل في الحرب العالمية الثانية.

### الوفيات
مات 4 ركاب ومضيفة واحدة بسبب استنشاق الدخان.
- المضيفة باربارا جاين هاريسون البالغة من العمر 22 عاما.
- الراكبة إستر كوهين البالغة من العمر 70 عاما.
- الراكبة ماري سميث البالغة من العمر 53 عاما.
- الراكبة كاثرين شيرر البالغة من العمر 24 عاما.
- الراكبة جاكلين كوبر البالغة من العمر 8 سنوات.

### الركاب المعروفين
من بين الركاب
- مغني البوب الإنجليزي الشهير مارك وينتر (ولد في 29 يناير 1943 بمدينة ووكينغ) البالغ من العمر 25 عاما كان ذاهبا لسيدني ليتزوج بخطيبته جانيس كورلاس البالغة من العمر 39 عاما.
- السفير الإسرائيلي في الاتحاد السوفيتي خلال حرب 1967 كاتريل كاتس (ولد في 16 أكتوبر 1908 في وارسو، توفي في 14 أكتوبر 1988 في القدس) كان عائدا إلي إسرائيل بعد نهاية خدمته كسفير إسرائيلي في الاتحاد السوفيتي وجرح جراح خطيرة عندما قفز علي منزلق الطؤاري وأصطدم بالأرض بعنف وبرغم جراحه تعافي بعد 5 أيام وبقي بعض جراحه متصلة بجسده وعاد إلي إسرائيل وعاش في القدس لبقية حياته بعد الحادثة وتوفي في 14 أكتوبر 1988 بسبب جراحه من الحادثة قبل يومين من عيد ميلاده الثمانون عاما وكان الضحية السادسة لحادثة الخطوط الجوية البريطانية لما وراء البحار الرحلة 712.

## الطائرات المعنية
كانت الطائرة المعنية من طراز بوينج 707-465 مسجلة برقم G-ARWE بإجمالي 20,870 ساعة طيران منذ أول رحلة لها في 27 يونيو 1962. في 21 نوفمبر 1967 عانت من عطل في المحرك مما أدى إلى إجهاض عملية الإقلاع دون وقوع إصابات. تم التأمين على الطائرة بمبلغ 2,200,000 جنيه إسترليني لدى لويدز لندن.

## النتائج
كرمت الملكة إليزابيث الثانية المضيفة الجوية باربارا جاين هاريسون بعد وفاتها بجائزة جورج كروس أعلي جائزة تقدير للشجاعة والأعمال البطولية منذ الحرب العالمية الثانية وكرمت أيضا رئيس المضيفين نيفل دايفيس-جوردن بميدالية الإمبراطورية البريطانية ومات في عام 1993 عن عمر يناهز 64 عاما وأصبح مراقب الحركة الجوية جون مايكل دايفيس عضوا في رتبة الإمبراطورية البريطانية وتقاعد جون دايفيس عن مهنته عام 1997 عن عمر 58 عاما وكرم الكابتن تشارلز «كليف» تايلور والمساعد أول فرانسيس كيركلاند والمساعد أول بالإنابة جون هاتشينسون ومهندس الرحلة توماس هيكس وكابتن التحقق جيوفري موس بالميدالية الذهبية لجمعية الطيارين البريطانيين وتوفي الكابتن تشارلز «كليف» تايلور في 14 يناير 2006 في لندن عن عمر 84 عاما وتوفي كابتن التحقق جيوفري سيدني «جيوف» موس في 29 يناير 2018 في بورنموث عن عمر يناهز 100 عام.

## الملاحظات
1. ↑  الرقم التسلسلي للشركة المصنعة 18373 رقم خط إنتاج بوينج 302.